# جان أولوف اولسون
جان أولوف اولسون (بالسويدية: Jan Olof Olsson)‏ هو صحفي وكاتب سويدي، ولد في 30 مارس 1920 في ستوكهولم في السويد، وتوفي في 30 أبريل 1974 في Hjärnarp ‏ في السويد.